# Cayo Claudio Marcelo (cónsul 50 a. C.)
Cayo o Gayo Claudio Marcelo  (m. 40 a. C.) fue un miembro de la distinguida gens Claudia y descendiente directo del cónsul Marco Claudio Marcelo. Su padre también recibió el praenomen «Marcus» y su madre fue Junia. Se le llama el Menor para evitar confusiones con su primo del mismo nombre, que fue cónsu el año 49 a. C.: Cayo Claudio Marcelo.
Marcelo se casó en una boda concertada con Octavia la Menor, sobrina nieta de Julio César y hermana de Augusto. Tuvieron tres hijos: dos hijas, ambas llamadas Marcela y un hijo, Marco Claudio Marcelo, nacido en Bayas.
En 54 a. C., el tío abuelo de Octavia, Julio César, dijo que quería que Octavia se divorciara para poder casarla con su rival y yerno Pompeyo que acaba de perder a su esposa Julia (la hija de César y también tía de Octavia). Sin embargo, Pompeyo declinó la oferta de César. Disfrutó de la amistad de Cicerón. Fue gracias a la influencia de Pompeyo y de su primo el cónsul en ejercicio Marco Claudio Marcelo que pudo ser electo cónsul en los comicios del año 51 a. C.
Marcelo, a pesar de ser marido de Octavia, fue un firme opositor de Julio César. En el crucial año de su consulado en 50 a. C. intentó hacer llamar a César, tras sus diez años de gobierno en la Galia, sin su ejército, con objeto de salvar la República romana, pero sus medidas fueron vetadas por su colega Lucio Emilio Paulo y el tribuno de la plebe Cayo Escribonio Curión, que aunque anteriormente eran enemigos de César, últimamente habían sido ganados por este para su causa. Se comenta que César intentó atraer también a Marcelo pero este rechazó sus intentos de sobornarlo. A falta de eso, Marcelo se opuso a la solicitud de César, para presentarse a su segundo consulado in absentia.
El 1 de marzo de 50 a. C. Marcelo presentó al Senado romano la cuestión del reemplazo de César de su comando en las Galias, propuesta que fue vetada por Curión; cuando se podía volver a presentar Pompeyo cayó enfermo y más tarde debían hacerse los comicios de cargos para el año 49 a. C. y por lo cual la cuestión quedó pospuesta. El cónsul, sin embargo, consiguió que el senado decretara la retirada de dos legiones de las que tenía César bajo su mando, con la excusa que se necesitaban por la guerra con Partia. Cuando estas tropas llegaron a Italia fueran acuarteladas en Capua sin ser enviadas a ningún lugar; corrió la noticia de que César avanzaba hacia Roma con cuatro legiones y Marcelo propuso en el senado que Pompeyo fuera inmediatamente puesto al frente de las fuerzas en Italia, pero como la noticia no se confirmó, el senado no dio el consentimiento. Entonces Marcelo invistió a Pompeyo con el comando ya señalado solo con la cobertura de su propia autoridad y la de los cónsules electos, Cayo Claudio Marcelo y Lucio Cornelio Léntulo Crus.
Cuando finalmente César invadió Italia en 49 a. C., Marcelo, a diferencia de sus parientes Cayo Claudio Marcelo y Marco Claudio Marcelo, y al igual que Cicerón, se oponía a salir de Italia, y cuando el orador y la mayoría del Senado siguió a Pompeyo a Epiro, él decidió permanecer en Italia. Por esto y por su relación con César fue perdonado.
En 47 a. C. se sintió capaz de interceder ante César por su primo Cayo Claudio Marcelo, viviendo en el exilio. En los años siguientes disfrutó de una elevada posición que le garantizaba su enlace con Octavia.
Murió en mayo de 40 a. C., aunque su viuda, Octavia, estaba embarazada de él, fue casada con Marco Antonio al poco.